# Only the Lonely
Only the Lonely (Know the Way I Feel) är en låt skriven av Roy Orbison och Joe Melson. Orbison spelade in låten för skivbolaget Monument 1960 och den blev hans första stora singelhit för bolaget. Han hade innan dess bara haft en större framgång med rockabillylåten "Ooby Dooby" 1956 för Sun Records. "Only the Lonely" kom att bli den låt som definierade Orbisones ljudbild många år framöver.
Låten kom att nå andraplatsen på Billboard Hot 100-listan, efter Brenda Lees "I'm Sorry" på förstaplatsen. I Storbritannien blev den singeletta. På inspelningen medverkar förutom Orbison gitarristerna Hank Garland och Harold Bradley, pianisten Floyd Cramer, basisten Bob Moore, samt trumslagaren Buddy Harman.

## Litsplaceringar
- Billboard Hot 100, USA: #2
- UK Singles Chart, Storbritannien: #1[1]
- Nederländerna: #7[2]
- VG-lista, Norge: #4[3]